# Владимировка (Вышгородский район)
Владимировка (укр. Володимирівка) — село, входит в Вышгородский район Киевской области Украины.
Население по переписи 2001 года составляло 242 человека. Почтовый индекс — 07312. Телефонный код — 4596. Занимает площадь 0,9 км². Код КОАТУУ — 3221887202.

## Местный совет
07312, Київська обл., Вишгородський р-н, с.Рудня-Димерська, вул.Леніна,37